# Imlac PDS-1
Imalc PDS-1 ime je za miniračunalo američke tvrtke Imlac Corporation iz Needham Massachusetts. PDS-1 je izašao na tržište 1970. godine, i smatra se pretečom svih grafičkih miniračunala i grafičkih radnih stanica. PDS-1 je važan u povjesti računarstva tokom stvaranja grafičkih aplikacija i protokola za Arpanet, i prvo je računalo na kojem su se razvijale hipertekstualne aplikacije. PDS-1 je također važan kao stroj koji je utjecao na razvoj videoigara.

## Tehnička svojstva
Sklopovlje
- Procesor
  - Tehnologija: TTL
  - Širina (podatci): 16-bita
  - Širina (adresa): 16-bita
  - Takt:
- Memorija
  - RAM: 4096 16-bitnih riječi, izrada magnestke jezgre
  - ROM
- Masovno spremanje podataka
  - Magnetska
- Grafika i tekst
  - Zasebni procesor
  - Vektorska grafika

Teriminal
- Širina : 14 cola
- Boja: monokromatski zelena
- Tipkovnica
- Svjetlosno pero